# زريفاني
الزريفاني قوة مسلحة تتبع إقليم كردستان العراق قوامها نحو 30 ألف جندي وهي بمثابة قوات خاصة أو شرطة.